# Natałka Biłocerkiweć
Natałka Biłocerkiweć (Наталка Білоцерківець, ur. 8 listopada 1954 w Kujaniwce) – ukraińska poetka, tłumaczka i krytyczka literacka.

## Życiorys
Urodziła się 8 listopada 1954 roku we wsi Kujaniwka w obwodzie sumskim. Jest absolwentką ukrainistyki Kijowskiego Uniwersytetu Narodowego im. Tarasa Szewczenki. Z początku pracowała w muzeum Maksyma Rylskiego, następnie jako redaktorka w wydawnictwie, po czym na przeszło 20 lat związała się z miesięcznikiem „Ukraińska Kultura”.
Zadebiutowała w 1976 roku, wydając podczas studiów pierwszy tomik literacki. Jej język poetycki uformował się pod wpływem francuskiego symbolizmu i rosyjskiego akmeizmu. Intymna, pełna emocji poezja Biłocerkiweć z lat 70. i 80. XX w. przedstawiała dylematy i osobiste tragedie ludzi żyjących w ustroju totalitarnym. Jej twórczość została przetłumaczona na m.in. język angielski, niemiecki, białoruski, rosyjski i szwedzki. 
Jej poezje stanowią część dwóch antologii Bohdana Zadury: Wiersze zawsze są wolne. Przekłady z poezji ukraińskiej (Biuro Literackie – Kolegium Europy Wschodniej im. Jana Nowaka-Jeziorańskiego, Wrocław 2005, ISBN 83-8851-563-2; wydanie 2: Biuro Literackie – Kolegium Europy Wschodniej im. Jana Nowaka-Jeziorańskiego, Wrocław 2007, ISBN 978-83-60602-46-1) oraz 100 wierszy wolnych z Ukrainy (Biuro Literackie, Kołobrzeg 2022, ISBN 978-83-67249-06-5). W 2009 roku ukazał się wybór jej poezji pt. Róża i nóż w tłumaczeniu Bohdana Zadury.
Oprócz poezji, Biłocerkiweć jest także autorką esejów krytycznoliterackich na temat literatury ukraińskiej i zagranicznej, w tym na temat twórczości Jean-Paul Sartre’a, J.D. Salingera, Patricka Süskinda, Hermana Hesse, Jurija Trifonowa i Otara Cziladze. Tłumaczy również na język ukraiński, w tym utwory Césara Vallejo i Czesława Miłosza.
Laureatka krajowych i międzynarodowych nagród. W 1986 roku została wyróżniona gruzińską nagrodą im. W. Majakowskiego, zaś w 2001 roku otrzymała „Kryształ Vilenicy”.
Jej mężem jest krytyk literacki Mykoła Riabczuk.

## Twórczość

### Poezja
- Балада про нескорених, 1976
- У країні мого серця, 1979
- Підземний вогонь, 1984
- Листопад, 1989
- Алергія, 1999
- Готель Централь, 2004
- Ми помрем не в Парижі, 2016[4]

### Inne
- У контексті епохи, 1990 – krytyka literacka[4]